# Macropanax
Macropanax é um gênero vegetal da família Araliaceae.

## Espécies
- Macropanax baviensis (R.Vig.) C.B.Shang
- Macropanax chienii G.Hoo
- Macropanax concinnus Miq.
- Macropanax decandrus G.Hoo
- Macropanax dispermus (Blume) Kuntze
- Macropanax grushvitzkii Ha
- Macropanax maingayi (C.B.Clarke) Philipson
- Macropanax meghalayensis Harid. & R.R.Rao
- Macropanax membranifolius C.B.Shang
- Macropanax paucinervis C.B.Shang
- Macropanax rosthornii (Harms) C.Y.Wu ex G.Hoo
- Macropanax schmidii C.B.Shang
- Macropanax sessilis C.B.Shang
- Macropanax simplicifolius C.B.Shang
- Macropanax skvortsovii Ha
- Macropanax undulatus (Wall. ex G.Don) Seem.
- Macropanax vidalii C.B.Shang